# Sarah Abitbol
Sarah Abitbol (* 8. Juni 1975 in Nantes) ist eine ehemalige französische Eiskunstläuferin, die im Paarlauf startete.

## Karriere
Ihr Eiskunstlaufpartner war Stéphane Bernadis. An seiner Seite wurde sie von 1994 bis 2003 französische Meisterin im Paarlauf. 1993 hatten sie ihr Debüt bei Welt- und Europameisterschaften. Ihre erste bedeutende internationale Medaille gewannen sie mit Bronze bei der Europameisterschaft 1996. Bei den Europameisterschaften 1998, 1999, 2000 und 2001 errangen sie stets die Bronzemedaille. 2002 und 2003 wurden Abitbol und Bernadis Vize-Europameister hinter den Russen Tatjana Totmjanina und Maxim Marinin. Ihre einzige Medaille bei Weltmeisterschaften gewannen die Franzosen 2000 in Nizza bei ihrer Heim-WM. Sie wurden Dritte hinter den Russen Marija Petrowa und Alexei Tichonow sowie den Chinesen Shen Xue und Zhao Hongbo. Es war die erste WM-Medaille für Frankreich im Paarlauf seit Andrée und Pierre Brunets Titelgewinn 1932. Ihre einzigen Olympischen Spiele beendeten Abitbol und Bernadis 1998 in Nagano auf dem sechsten Platz. Die Olympischen Spiele 2002 in Salt Lake City mussten sie aufgrund eines Risses von Abitbols Achillessehne absagen. 2003 beendeten sie ihre Karriere.

## Autobiografie
In ihrem im Januar 2020 erschienenen biografischen Buch Un si long silence enthüllt Abitbol, „dass ihr damaliger Trainer sie im Alter von 15 Jahren vergewaltigt habe“. In der Folge wurde öffentlich, dass auch weitere Sportlerinnen Opfer des Trainers geworden waren und der Eissportverband nichts dagegen unternommen hatte, obwohl die Übergriffe den Verantwortlichen von „zahlreichen“ Opfern gemeldet worden waren. Von Seiten der Staatsanwaltschaft wurden Vorermittlungen aufgenommen. Anfang Februar 2020 trat Didier Gailhaguet, der langjährige französische Eiskunstlaufpräsident, gegen den selbst es keine Missbrauchsvorwürfe gab, von seinem Amt zurück. Gilles Beyer, der von Abitbol beschuldigte Trainer, hat sein Fehlverhalten in einer Erklärung zugegeben und Sarah Abitbol um Entschuldigung gebeten.

## Ergebnisse

### Paarlauf
(mit Stéphane Bernadis)
| Wettbewerb / Jahr            | 1993 | 1994 | 1995 | 1996 | 1997 | 1998 | 1999 | 2000 | 2001 | 2002 | 2003 |
| ---------------------------- | ---- | ---- | ---- | ---- | ---- | ---- | ---- | ---- | ---- | ---- | ---- |
| Olympische Winterspiele      |      |      |      |      |      | 6.   |      |      |      |      |      |
| Weltmeisterschaften          | 19.  |      | 9.   | 11.  | 7.   | 8.   | 5.   | 3.   | Z    |      | 12.  |
| Europameisterschaften        | 14.  | 15.  | 7.   | 3.   | 4.   | 3.   | 3.   | 3.   | 3.   | 2.   | 2.   |
| Französische Meisterschaften | 2.   | 1.   | 1.   | 1.   | 1.   | 1.   | 1.   | 1.   | 1.   | 1.   | 1.   |